# Al Khamsa
Al Khamsa sind die fünf folgsamen Stuten Mohammeds, auch arabisch الخمسة al-Chamsa ‚die fünf‘ genannt. Sie sind eine Legende aus dem Islam.
Der Geschichte zufolge gerieten 622 der Prophet Mohammed und seine Begleiter während der Auswanderung Hidschra von Mekka nach Medina in einen Sandsturm. Seine Karawane gelangte am Abend an einen Brunnen, doch als die erschöpften und durstigen Pferde losstürzten, rief sie Mohammed zurück. Nur fünf Stuten kehrten pflichtbewusst um, worauf Mohammed sie segnete und jeder den Daumen in den Nacken legte, wo sich daraufhin kleine Haarwirbel bildeten.
Jene Haarwirbel werden noch heute Daumenzeichen des Propheten genannt und die Pferde, die es besitzen, sollen besonders edel sein. Mohammed begründete mit jenen fünf Pferden eine von religiösen Anschauungen durchsetzte Zucht, von der bei den edelsten Linien gesagt wird, dass sie auf die Al Khamsa („die Fünf“) zurückgehen.
Nach einer Variante der Legende ließ Mohammed absichtlich mit dem gleichen Ergebnis eine Herde von Stuten tagelang dursten, ehe er den Pferch öffnete. Die fünf Stuten, die auf seinen Befehl hörten und nicht zur Wasserstelle galoppierten, erhielten besondere Namen und begründeten der Legende nach die Zuchtlinien der Al Khamsa.

## Zuchtlinien
Der Legende zufolge gehen fünf Stutenlinien des Arabischen Vollbluts auf Al Khamsa zurück. Auf arabischen Webseiten sind die Stämme nur als Zuchtlinien verifizierbar, nicht aber als Stuten zur Zeit der Hidschra.
Für jede Stutenlinie, auch Stamm genannt, gibt es jeweils mehrere Schreibweisen, je nachdem welchen Weg der Name zu uns genommen hat.
| Stamm (arabisch) | Stutenlinie | Synonyme                                                                   | Herkunft | Merkmale | abstammende Rassen         | Bild |
| ---------------- | ----------- | -------------------------------------------------------------------------- | --- | --- | -------------------------- | ---- |
| كحيلان           | Kuhailan    | Koheilan, Kuhaylah                                                         | Saudi-Arabien, Iran, eine Stutenlinie heißt Haifi | eher groß und kräftig, bis 152 cm, verdankt angeblich ihren Namen ihren Augen, die aufgrund der schwarzen Haut wie mit Kôhl nachgezogen wirken, es kommen jedoch Füchse, Schimmel und Braune vor | Shagya, Tersker            |      |
| عبيان            | Abeya       | ʿAbyan, Abayyah, Obeya, Abéyeh                                             | Jemen | klein, um 147 cm, meist Schimmel mit Abzeichen |                            |      |
| صقلاوي           | Saqlawiyah  | Saqlawi, Saglawi, Siglavy, Seglawi, Seglawie, Seklavi, Saklawiyah, сиглави | Gezüchtet von den Ruwallah (Stamm aus Nordarabien und der Syrischen Wüste) und den `Anizah, eine wichtige Linie wird Saqlawi-Jedran (auch Gidran) genannt | eher klein (147–152 cm), meist braun, sehr edel und ausdauernd | Lipizzaner, Shagya, Gidran |      |
| حمداني           | Hamdaniyah  | Hamdani, Hamdaniyya, Hamdanieh                                             | Syrien, heute auch: Tunesien, Iran | groß und sportlich, 148 bis 157 cm, gerader Kopf, Schimmel und Braune |                            |      |
| هدبان            | Hadbah      | Hadba, Hedban, Hadban                                                      | Gezüchtet von den Ruwallah (Stamm aus Nordarabien und der Syrischen Wüste) und den `Anizah, heute vor allem Iran                                          | um 150 cm, starke Knochen, gut bemuskelt, Braune und Schwarzbraune, wenig Abzeichen, ruhiger Charakter                                                                                           |                            |      |

Carl Raswan, Schriftsteller und Förderer des arabischen Pferdes Mitte des 20. Jahrhunderts, war überzeugt, dass es nur drei Stutenstämme gibt: Koheilan, Saglawi und Muniqi. Wobei Raswan den Koheilan-Stamm als maskulin wirkend, Saglawi als feminin wirkend und Muniqi als besonders schnell beschreibt. Es gibt weitere weniger bekannte Linien. Die Linienreinheit wurde von den Beduinen sehr ernst genommen.